# فونتيهويويلو
فونتيهويويلو (بالإسبانية: Fontihoyuelo)‏ هي بلدية تقع في مقاطعة بلد الوليد، قشتالة وليون بإسبانيا. وفقًا لتعداد عام 2004 (المعهد الوطني للإحصائيات)، يبلغ عدد سكان البلدية 41 نسمة.